# Cimitirul evreiesc din Buhuși
Cimitirul evreiesc este un loc de înmormântare a decedaților de confesiune mozică din Buhuși, județul Bacău.

## Istorie
Istoria evreilor în Buhuși începe în anul 1823, după ce boierul Toader Buhuș, proprietarul moșiei Bodești, a invitat, printr-o scrisoare datată pe 3 septembrie 1823 prin care le transmitea că avea aprobare pentru deschiderea a douăzeci de dughene care erau scutite de dări către vistieria domnească, evrei din Herța și Sulița, în octombrie 1823, boierul încheind un contract cu un grup de evrei, reprezentați de Iancu Copel, pentru înființarea unui târgușor pe o perioadă de 10 ani, cu obligația achitării taxei pe mărfurile vândute și a chiriei pe locul ocupat și a reducerii anumitor taxe.
Primii evrei stabiliți în localitate ar fi primit un hrisov domnesc, care a ars în incendiul din 1863, prin care li s-au alocat locuri pentru sinagogă, feredeu și cimitir. La 12 aprilie 1825, Anica, soția lui Toader Buhuș, a solicitat locuitorilor din târgușorul București, situat pe moșia Bodești, să încurajeze și alți negustori străini să își construiască case, deoarece urma să obțină un hrisov „în ponturile Suliței”. Comunitatea evreiască din localitate a înregistrat o creștere semnificativă, de la 30 de evrei în comuna Bodești în 1830 și 82 consemnați în 1831 în Buhuși la 537 de persoane în 1859 și 1728 în 1899.
Buhuși a devenit un centru important al hasidismului în Moldova în anul 1860, sub conducerea rabinului Yitzchok Friedman (1835-1896), nepotul rabinului Israel Friedman din Rujîn.
Prima sinagogă din localitate a fost înființată într-o clădire din piatră și a fost construită la începutul sosirii evreilor în localitate, în 1840 fiind construită o altă sinagogă mai mică, precum și un mikve și cimitirul, iar sinagoga actuală a fost construită în 1858.

## Descriere
Cimitirul se întinde pe aproximativ 3 hectare, avand o dimensiune de aproximativ 200 metri x 160 metri. Există cateva mii de morminte, în registrul cimitirului figurând doar 498, majoritatea datând din secolul al XIX-lea și secolul al XX-lea. Inscripțiile de pe pietrele funerare sunt în ebraică, germană și română. Materialele utilizate pentru pietrele funerare includ marmură, granit, calcar, gresie, dar și te materiale. Peste 75% dintre acestea sunt răsturnate sau sparte, acesta purtând urme de vandaizare, posibil din timpul celui de-Al Doilea Război Mondial, iar vegetația excesivă reprezintă o problemă, împiedicând accesul la multe dintre acestea. Există un monument memorial dedicat soldaților evrei. În cimitir există o capelă cu o cameră de priveghi și catafalc, un ohel cu două încăperi unde în prima sunt înmormântați rabinii, iar în a doua soțiile acestora și o casă în care locuiește paznicul. Ultima înmormântare a avut loc aici în 2012, odata cu decesul ultimei persoane de confesiune evreiască din Buhuși, Sofia Alterescu.

## Localizare
Cimitirul se află pe strada Alexandru Ioan Cuza, la aproximativ 1 km de Sinagoga din Buhuși, fiind situat vizavi de fostul CAP din localitate, în apropiere de fostele sate Bodești și Mocani. Este înconjurat de un zid, accesul fiind permis cu acordul îngrijitorilor.

## Turism
Cimitirul se poate vizita sunând la numerele de telefon ale îngrijitorilor afișate pe poarta Sinagogii.

## Personalități înmormântate
- Ghelber Aizic Hers - doctor;
- Bruno Engler - profesor;
- Lupescu Filip - avocat;
- Mordechai din Sadagura - rabin;
- Moșe David Șapira - rabin;
- Sabetai Ben Ițac - rabin;
- Avram Arie Rosen - rabin.[1][6]
- Isac Friedman (n. 1834 - d. 1896) - rabin și fondatorul dinastiei hasidice Bohush;
- Yisroel Shulem Yosef Friedman (n. 1855 - d. 1923) - rabin;
- Menachem Mendel Friedman (d. 1943) - rabin;
- Moshe Yehuda Leib Freidman (1865-1947) - rabin în Pașcani;[9]
- Yitzchok Freidman (1903-1992) - rabin.[5]